# 修道院啤酒

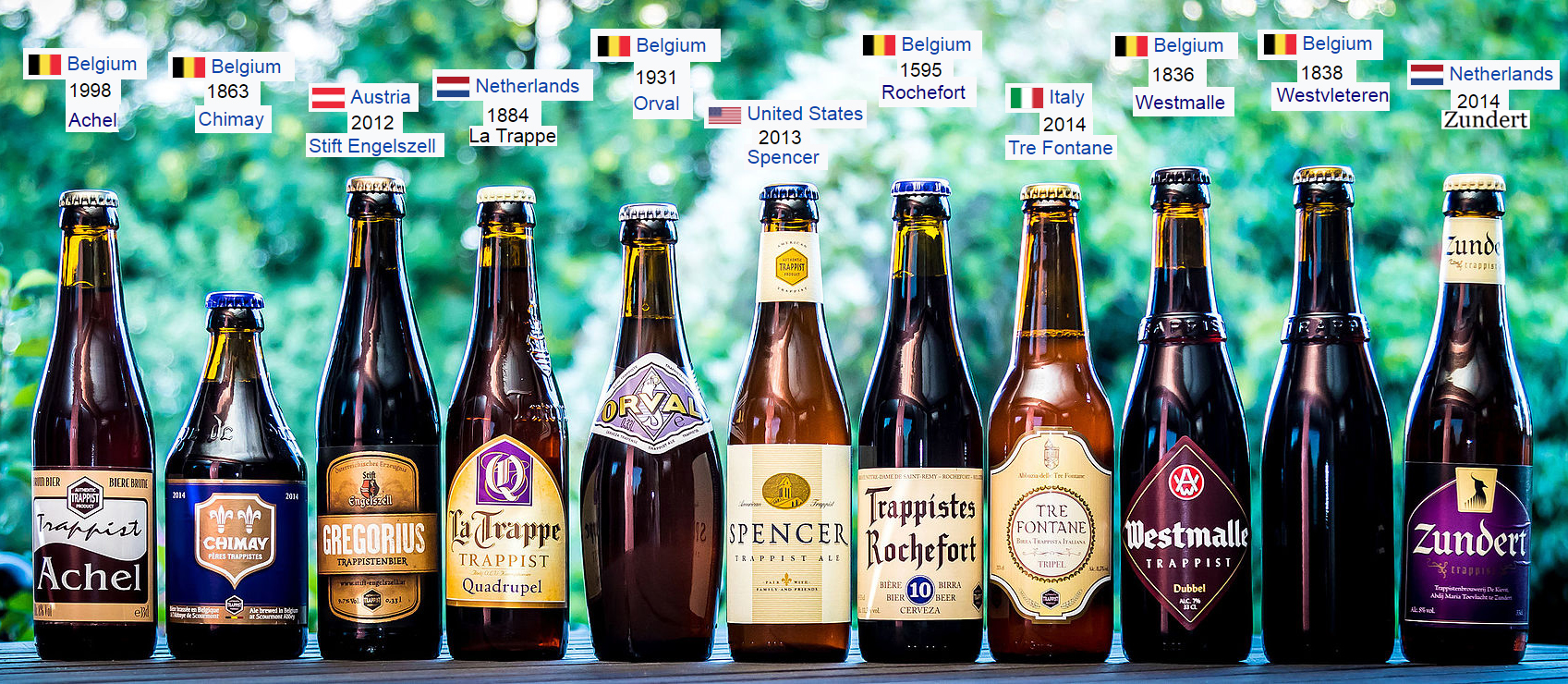
十一家經過認證的修道院啤酒廠的啤酒: 左起分別為 Achel、Chimay、 Gregorius、La Trappe、Orval、Spencer、Rochefort、Tre Fontane、Westmalle、Westvleteren、以及Zundert。

比利時的修道院僧侶早於西元五世紀就開始釀造啤酒，以支持修道院基本開支並用以推動地方慈善事業。
Trappist beer與Abbey beer雖皆被稱為修道院啤酒，但此兩者並不相同。Trappist beer為國際特拉普會聯盟(The International Trappist Association, ITA)內的修道院成員所生產的啤酒，然而 Abbey beer 生產者不在此聯盟裡。有些修道院啤酒其實與修道院無歷史關係，只是被歸為具"修道院啤酒風格"。

## Trappist beer
Trappist beer為國際特拉普會聯盟(The International Trappist Association, ITA)內的修道院成員所生產的啤酒，其商品都帶有"Authentic Trappist Product"標誌。

### 國際特拉普斯特聯盟(ITA)
ITA共有20家修道院
。此外，這些修道院都屬於嚴規熙篤會(俗稱特拉普會)，因聖本篤準則第48條而有生產產品的傳統
。
除了啤酒，這些ITA修道院成員亦製造各式商品販售(如肥皂、起司等)，但有些成員並不生產啤酒
。

#### 聯盟歷史
1997年，六家比利時、一家荷蘭和一家德國的特拉普會修道院為了避免"Trappist "的名稱被濫用，成立了ITA，並制訂了ITA標誌、並將此標誌給予生產過程合乎聯盟生產規範的產品。
7

#### 聯盟規範
- 產品必須在修道院的圍牆內、或是修道院附近製造[4]。
- 生產方式與規範由修道院方制訂[4]。
- 所得須用來做修士生活費、修道院開支，剩餘的錢須捐助慈善事業[4]。
- 經營方式必須符合修道院生活[4]。

## Abbey beer

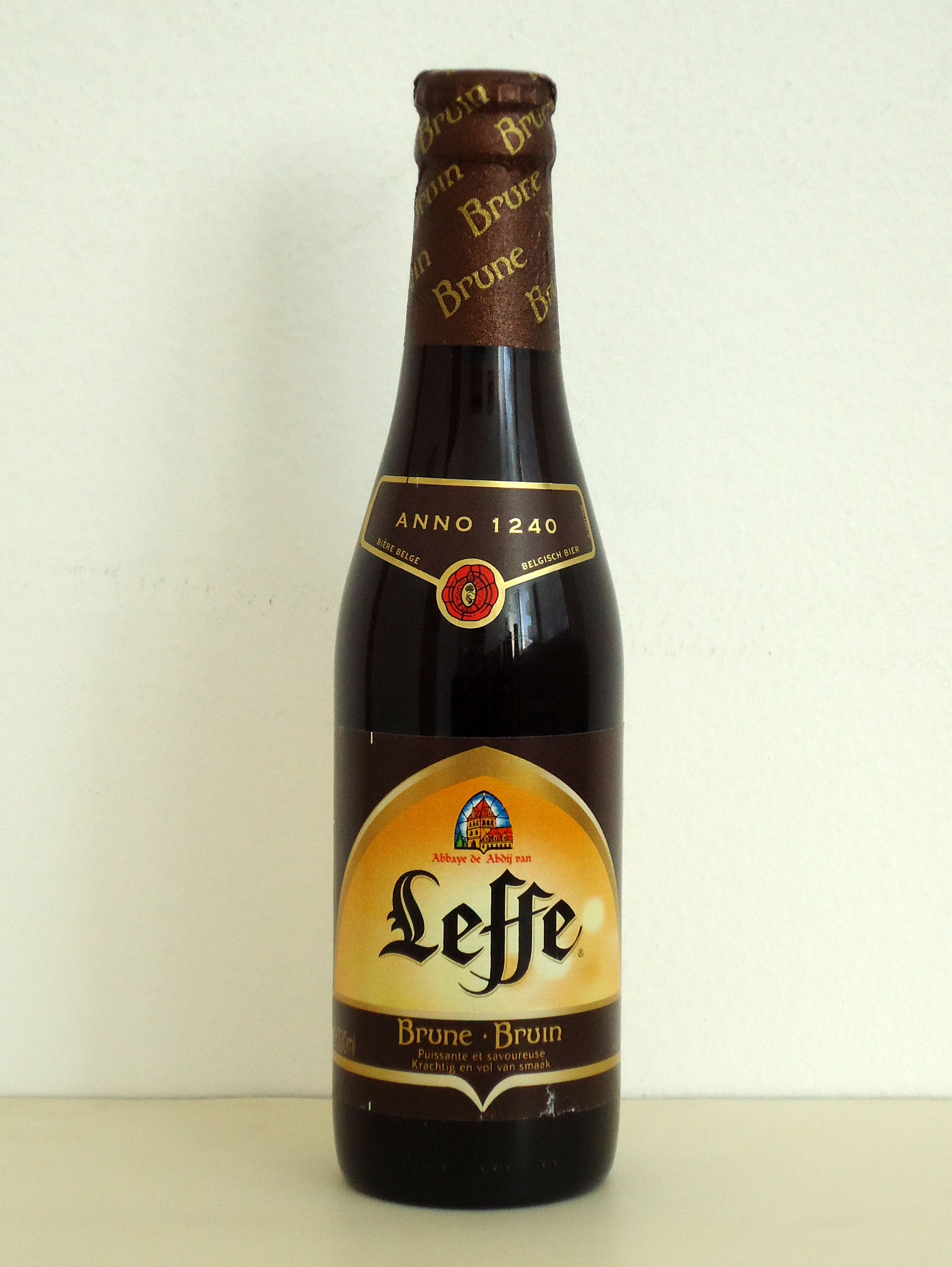
Leffe的修道院啤酒

比利時的修道院(Abbey)僧侶早於第五世紀就開始釀造啤酒，僧侶販售啤酒的收益被用於地方社區的慈善事業。法國大革命時，許多修道院遭到破壞，僧侶被剝奪許多權利與財富，直至到十九世紀初，修道院才開始重啟釀酒事業。二戰後，由於消費者對於Trappist beer的熱愛，大量的abbey beer也隨之產生。
Abbey beer可分為兩類：
1. 與修道院無關，但其生產方式仿照Trappist beer。[1]
2. 由宗教團體委託釀酒廠製造，並將收益用於宗教活動：如Leffe、Tongerlo 、Maredsous 等修道院。[1]

此外，有些"修道院"是虛構的，真實上並不存在，或是已經廢棄了。

### 認證比利時修道院啤酒

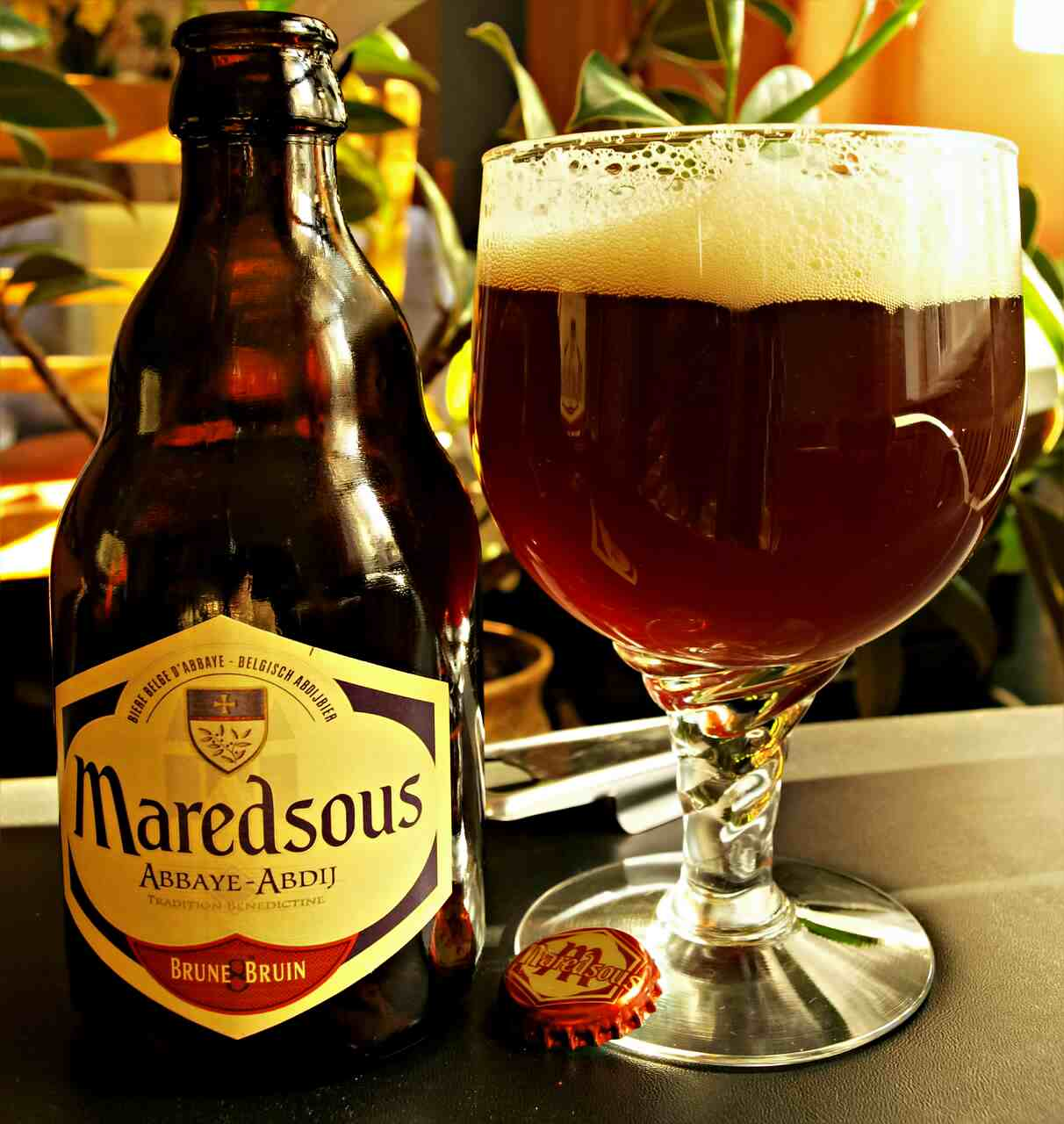
Maredsous 8 Brune

1999年，比利時啤酒公會(The Union of Belgian Breweries)建立了自己的修道院啤酒認證─ Erkend Belgisch Abdijbier(Certified Belgian Abbey Beer, 認證比利時修道院啤酒)，並建立商標給予公會成員生產的修道院啤酒。
下列酒廠的修道院啤酒帶有此認證：格林堡(Grimbergen)、徠福(Leffe)、馬樂(Maredsous)、Steenbrugge、艾菲根(Affligem)、Val-Dieu、Dendermonde、福瑞(Floreffe)、Keizersberg、博門(Bornem)、Ramée、神福來(St. Feuillien)、Tongerlo、Bonne Espérance、Saint-Martin、Ename 和 Postel。

#### 聯盟規範
商標註冊前已存在的abbey beers (1999/7/12前)
1. 必須和現存、已消失的修道院有關[9]。
2. 須付權利金(Royalties)給修道院：用以支持修道院慈善活動、維護修道院文化，並支持該修道院。當修道院不復存在時，須找一類似宗教組織比照辦理[9]。
3. 修道院或宗教組織可審核銷售和宣傳方式[9]。

經商標註冊後才推出的abbey beers (1999/7/12後)
1. 非嚴規熙篤會的修道院在院內自釀的酒，或者修道院授權酒廠生產、且對啤酒品質負責並自行行銷，或者是現存修道院將啤酒名稱授權給獨立運作酒廠，酒廠自行製作與販售。酒廠需付權利金給修道院/類似宗教組織[9]。
2. 授予啤酒名稱的修道院必須真有釀酒紀錄[9]。
3. 修道院可審核銷售和宣傳方式[9]。

### 其他酒廠

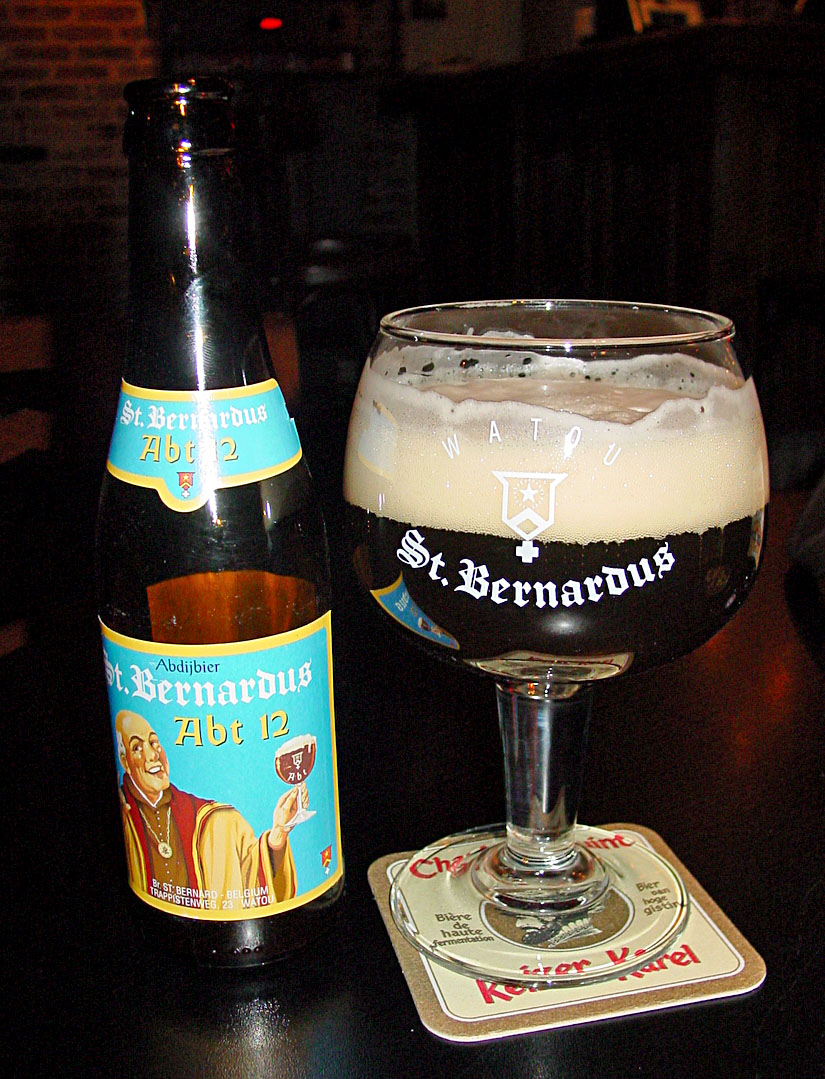
St. Bernardus Abt 12

有些酒廠的修道院啤酒既無ITA認證的"Authentic Trappist Product"，亦無比利時啤酒公會認定的"Erkend Belgisch Abdijbier"，有時他們被稱作修道院風啤酒(abbey-style beers)，如聖伯納度斯酒廠(St. Bernardus)的St. Bernardus Abt 12。聖伯納度斯酒廠曾幫聖西思篤修道院產銷了Westvleteren共四十六年，直到1992年合約停止。

## ATP認證修道院啤酒品牌
目前帶有"Authentic Trappist Product"認證標誌之修道院啤酒品牌有：比利時的 Achel, Orval,Chimay, Rochefort, Westmalle, Westvleteren、奧地利的 Stift Engelszell、荷蘭的 La Trappe、義大利的 Tre Fontane，以及美國的 Spencer。而法國的 Mont des Cats雖亦屬特拉普會，但並無ATP認證
。

### Chimay

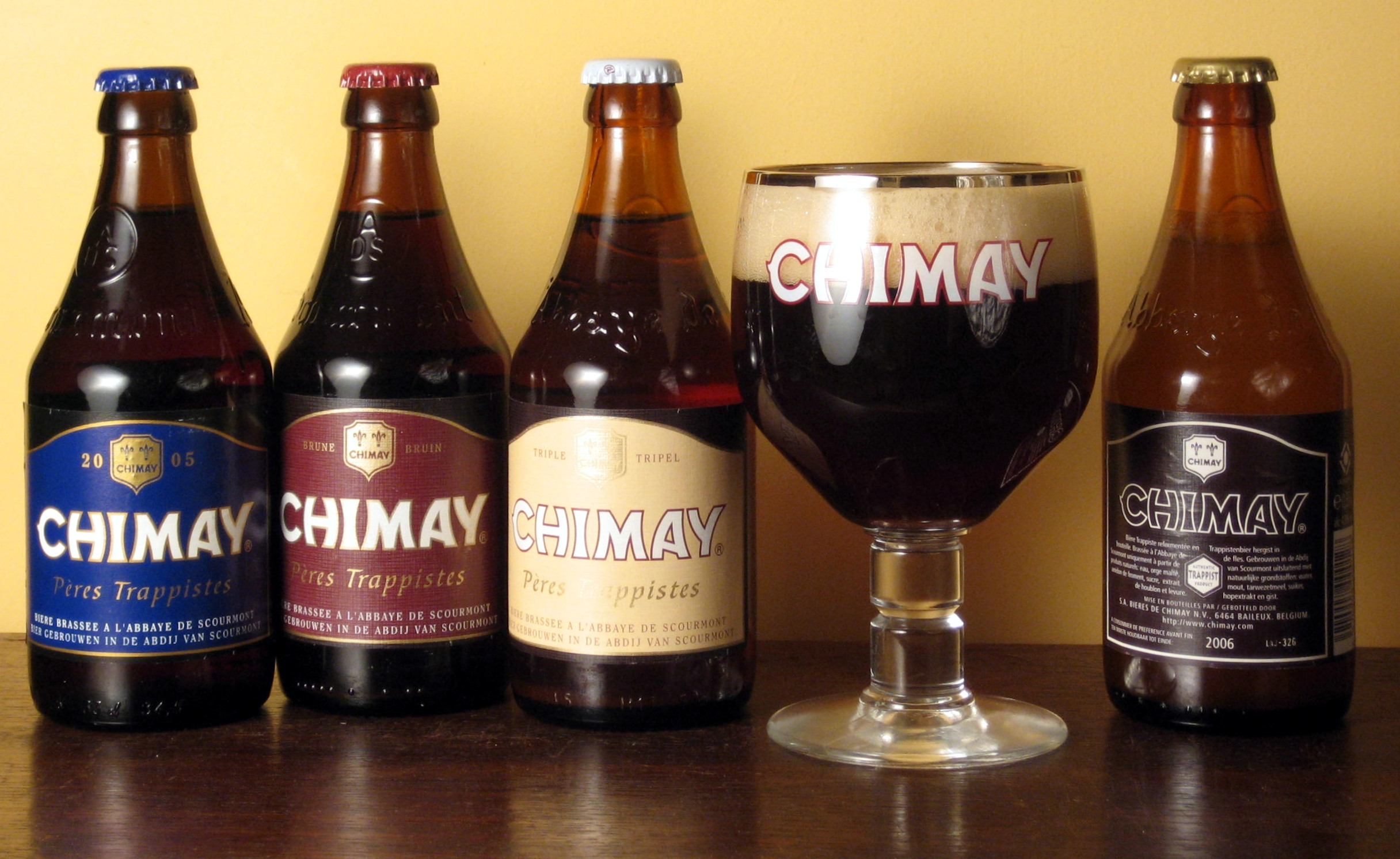
Chimay的修道院啤酒

奇美 (Chimay)釀酒廠為斯高蒙特聖母修道院 (Notre-Dame de Scourmont Abbey)經營的釀酒廠，該修道院坐落於比利時埃諾省奇美鎮。於1850年，十六名聖西思篤修道院的成員前往奇美鎮建立據點，即為今日的斯高蒙特聖母修道院─奇美釀酒廠的所有院方。奇美修道院自1862年即開始製作啤酒與起司，以供應修道院各種開支。1862年，奇美修道院開始釀製其第一款酒─"Chimay Première"。。
奇美有以下啤酒：
- Chimay Red (奇美紅) / Première 750ml — Chimay Red (奇美紅)為該修道院生產最久的啤酒，酒精濃度：7% vol [13]。使用菌種為1948年西奧多神父(Father Theodore)與釀酒科學家尚·迪·克列克(Jean De Clerck)分離出的酵母菌[14][12]，此酵母菌至今仍為奇美啤酒的基礎菌種[12]。

- Chimay White / Chimay Triple / Cinq Cents 750ml — Chimay White(奇美白)為修道院的最新款，亦有啤酒機版本(on tap)。酒精濃度：8% vol [15][16]。

- Chimay Blue / Grande Réserve 750ml — Chimay Blue (奇美藍)為修道院的最新款，酒精濃度：9% vol [17]。

- Chimay Gold / Chimay Dorée / Spéciale du Potaupré  (奇美金) 酒精濃度：4.8% vol  奇美金只提供修道院人員以及訪客[18]。

### Westvleteren

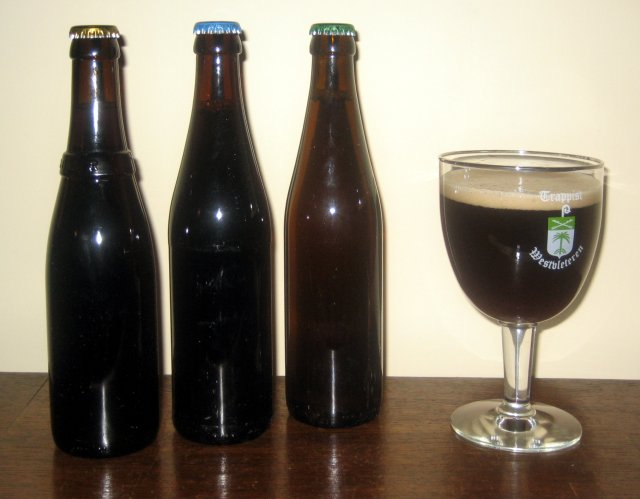
Westvleteren的修道院啤酒

Westvleteren為聖西思篤修道院(Saint Sixtus abbey)的院內酒廠所生產的啤酒，該修道院坐落於比利時西法蘭德斯省夫萊特倫村(Vleteren)。1814年冬，Jan-Baptist Victoor離開比利時波珀靈厄(Poperinge)，並搬到修道院現址的森林當隱士。1831年夏，在僧侶從凱斯柏(Catsberg)修道院來到，最後成立了一所僧院，直到1871升格修道院。。1838年，聖西思篤修道院為提供修道院工人啤酒，開始了釀酒事業。1931年，院方開始販售啤酒給社會大眾。
Westvleteren被譽為"世界上最棒的啤酒"，
其產品Westvleteren 12 為 RateBeer 排行榜第一名。
銷量管制：
聖西思篤修道院是唯一一所僧侶執行全部釀酒工作的修道院。雖然該院生產的啤酒聲名遠播，但僧侶們由於不希望擴大生產而造成靈修時間相對減少，所以固定了Westvleteren啤酒產量。Westvleteren不接受商業訂購，只能在聖西思篤院內購買，並且一人只能買一箱，且須電話預約，下次購買須於60天後。由於限量且美味，雖然院方會要求購買者答應"絕不轉售他人"，但實際上不少購買者會以好幾倍的價格賣出，破壞了院方希望無論窮富都可享用其啤酒的理想
。
Westvleteren有以下啤酒：
- Trappist Westvleteren Blond 	— 酒精濃度：5.8% vol 。院方售價30,00 歐元/24支，一支為1.25歐元[23]。
- Trappist Westvleteren 8 (dark) — 酒精濃度：8% vol 。院方售價35,00 歐元/24支，一支約為1.459歐元[23]。
- Trappist Westvleteren 12 (dark) — 酒精濃度：10.2% vol 。院方售價40,00 歐元/24支，一支約為1.7歐元[23]。

### Achel

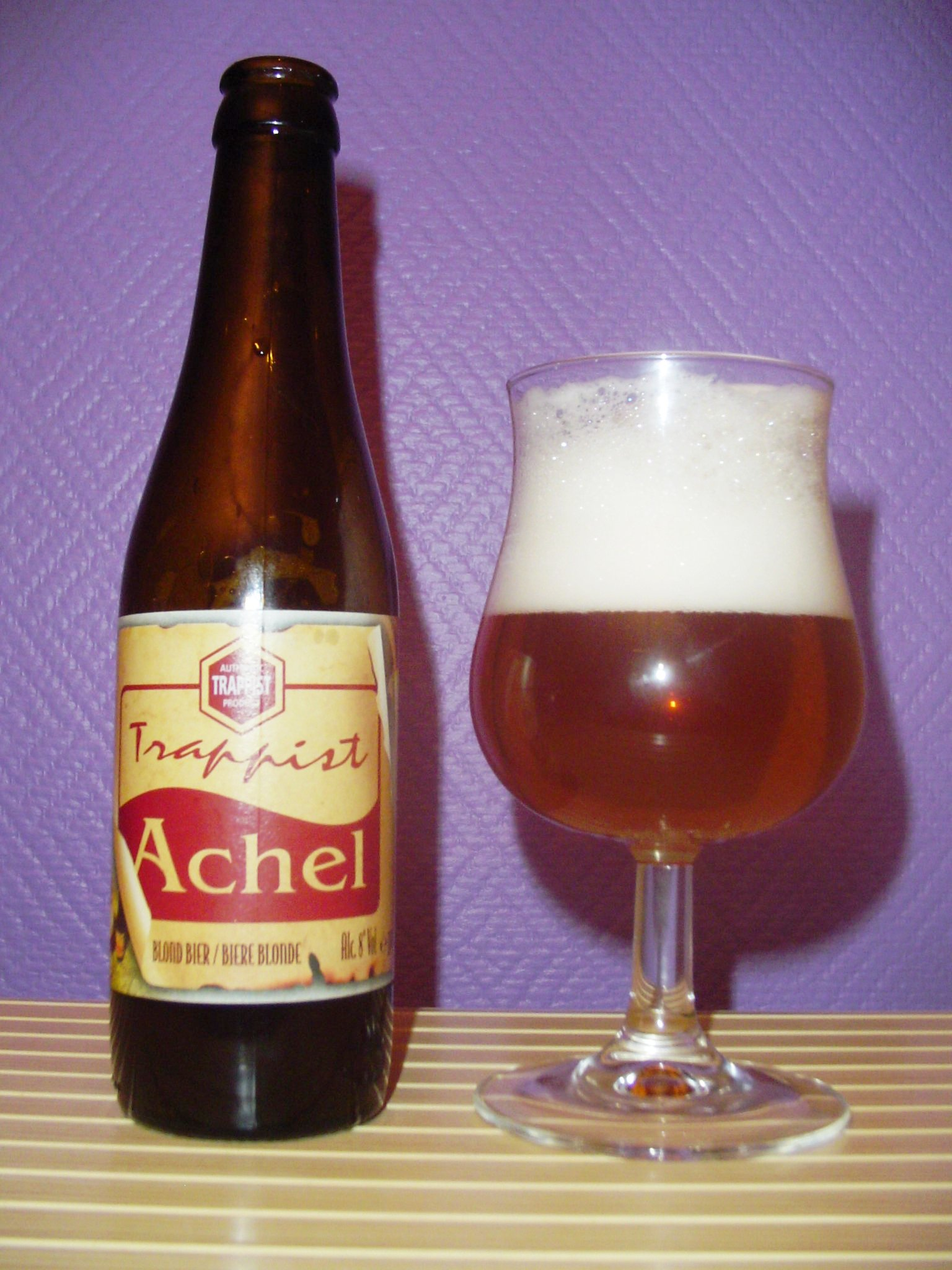
Achel的修道院啤酒

Achel為安和隱修院(Achelse Kluis)所生產的啤酒，該修道院坐落於比利時林堡省哈蒙-安和市。
安和隱修院成立於1686年，於法國大革命其間被摧毀。1844年，維思馬力修道院(Westmalle)的僧侶重建了安和隱修院。二戰期間，修道院被德軍占領且拆毀以取得銅。1998年，安和隱修院在維思馬力修道院及羅什福爾修道院的幫助下重啟釀酒活動。2001年，安和開始販售Achel 8。
Achel有下列啤酒：
- Achel 5 Blond — 酒精濃度：10.2% vol
- Achel 5 Bruin — 酒精濃度：5%
- Achel 8 Blond — 酒精濃度：8% vol
- Achel 8 Bruin — 酒精濃度：8% vol
- Achel Blond Extra  — 酒精濃度：9.5% vol
- Achel Extra Blond — 酒精濃度：9.5% vol
- Achel Extra Bruin (de 3 Wijzen) — 酒精濃度：9.5 vol [26]

### La Trappe

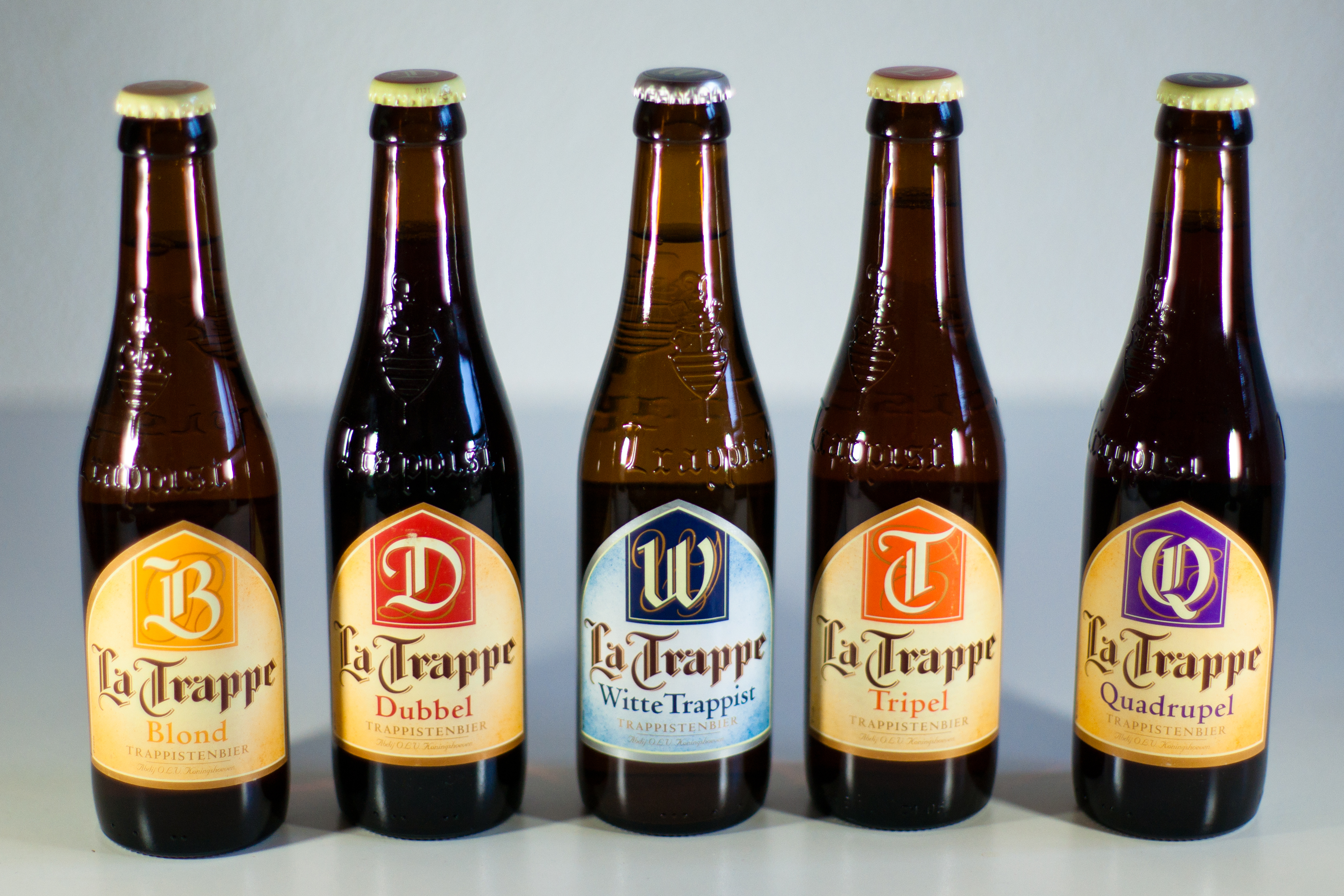
Koningshoeven的修道院啤酒

La Trappe為柯尼修分聖女修道院(Our Lady of Koningshoeven)所生產的啤酒，該修道院坐落於荷蘭北布拉班特省蒂爾堡。
特拉普(La trappe)啤酒的名稱取源於嚴規熙篤會的起源修道院— 大特拉普聖母修道院(Abbaye Notre-Dame de La Trappe)，簡稱特拉普修道院(La Trappe Abbey)。

1881年，由於顧忌法國的反宗教法令，蒙迪凱修道院(Mont des Cats abbey)決定找個退路，最後在荷蘭的柯尼修分(Koningshoeven, 國王的農舍)建立了新據點。1884年，修道院成立，並蓋了釀酒廠。
二戰期間，酒廠由於資源缺乏關閉。僧侶們在戰後嘗試恢復酒廠營運，但失敗了。1950年，修道院蓋了檸檬水工廠。1959年，建立了實驗室。1967年購買了發酵槽與低溫儲存槽，一年後發展為中規模酒廠。1980年，修道院開始釀製愛爾啤酒(上層發酵酒)，並以La Trappe為品牌名。
柯尼修分修道院有以下啤酒：
- La Trappe Blond — 酒精濃度：6.5% vol
- La Trappe Dubbel — 酒精濃度：7% vol
- La Trappe Tripel — 酒精濃度：8% vol
- La Trappe Bockbier — 酒精濃度：7% vol
- La Trappe Quadrupel — 酒精濃度：10% vol
- La Trappe Quadrupel Oak Aged — 酒精濃度：10% vol
- La Trappe Witte Trappist    — 酒精濃度：5.5%
- La Trappe Isid'or — 酒精濃度：7.5% vol
- La Trappe Puur — 酒精濃度：4.7% vol[29]

### Rochefort

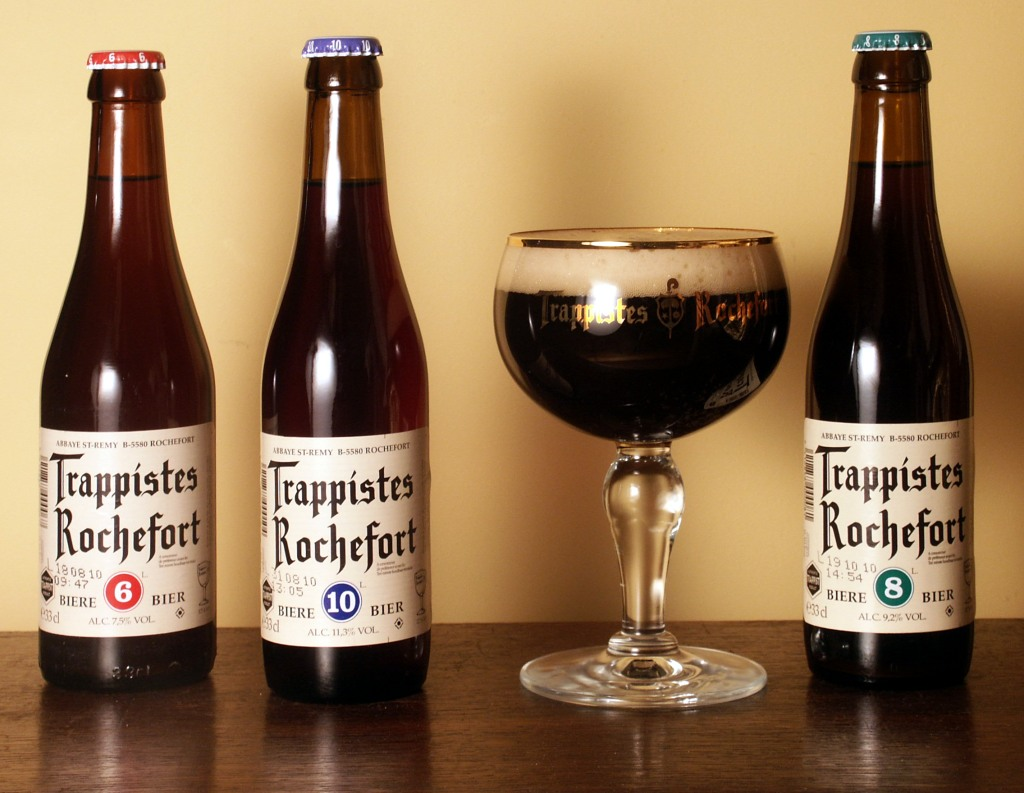
Rochefort的修道院啤酒

Rochefort為羅什福爾修道院(Rochefort Abbey, 或聖雷米聖母修道院(Notre-Dame de Saint-Rémy))所生產的啤酒品名，該院坐落於比利時那慕爾省羅什福爾市。羅什福爾修道院原亦為嚴規熙篤會的修道院，於法國大革命時曾遭入侵，並不久後遭變賣並拆除。1887年12月21日， Achel 修道院買下該院遺址，並重新建立修道院，1952年，修道院開始販售Rochefort啤酒。
Rochefort 有以下啤酒：
- Rochefort Trappistes 10 — 酒精濃度：11.3% vol 。為系列中最受歡迎酒款，Ratebeer總排行第七。[31]
- Rochefort Trappistes 6 — 酒精濃度：7.5% vol 。[31]
- Rochefort Trappistes 8 — 酒精濃度：9.2% vol 。[31]

### Westmalle

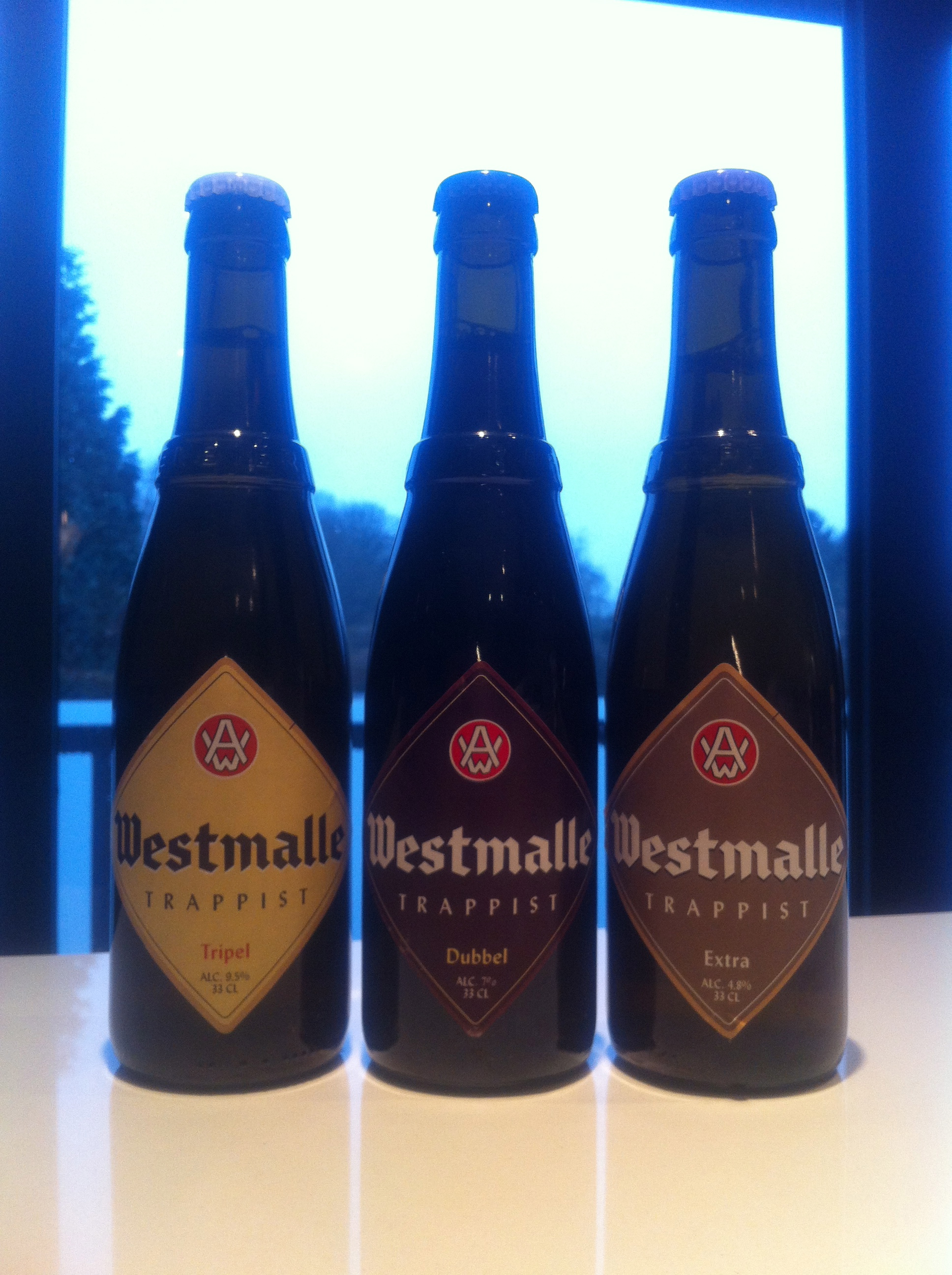
Westmalle的修道院啤酒，左起Tripel、Dubbel和Extra

維思馬力為維思馬力修道院(Trappist Abbey of Westmalle)或聖心聖女修道院(Abdij van Onze-Lieve-Vrouw van het Heilig Hart)所生產的啤酒的品牌，該修道院坐落於比利時安特衛普省維思馬力村。
1791年，一支由特拉普修道院派出，預定前往加拿大的傳教團，由於安特衛普主教邀請他們於該省建立僧院(monastery)，最後留於該地傳教。該院曾於1794夏因法軍入侵關閉八年。1836年，維思馬力修道院從僧院升等至修道院(隱修院)，同年建立了小型釀酒廠。修道院一直自釀自用，直到1856年，修道院才開始三不五時在門口賣啤酒，最後越賣越好。
1921年，修道院開始與販賣業合作，並在此後不斷將工廠現代化。
- Westmalle Dubbel— 酒精濃度：7% vol 。
- Westmalle Extra— 酒精濃度：4.8% vol 。
- Westmalle Tripel— 酒精濃度：9.5% vol 。[33]

### Orval

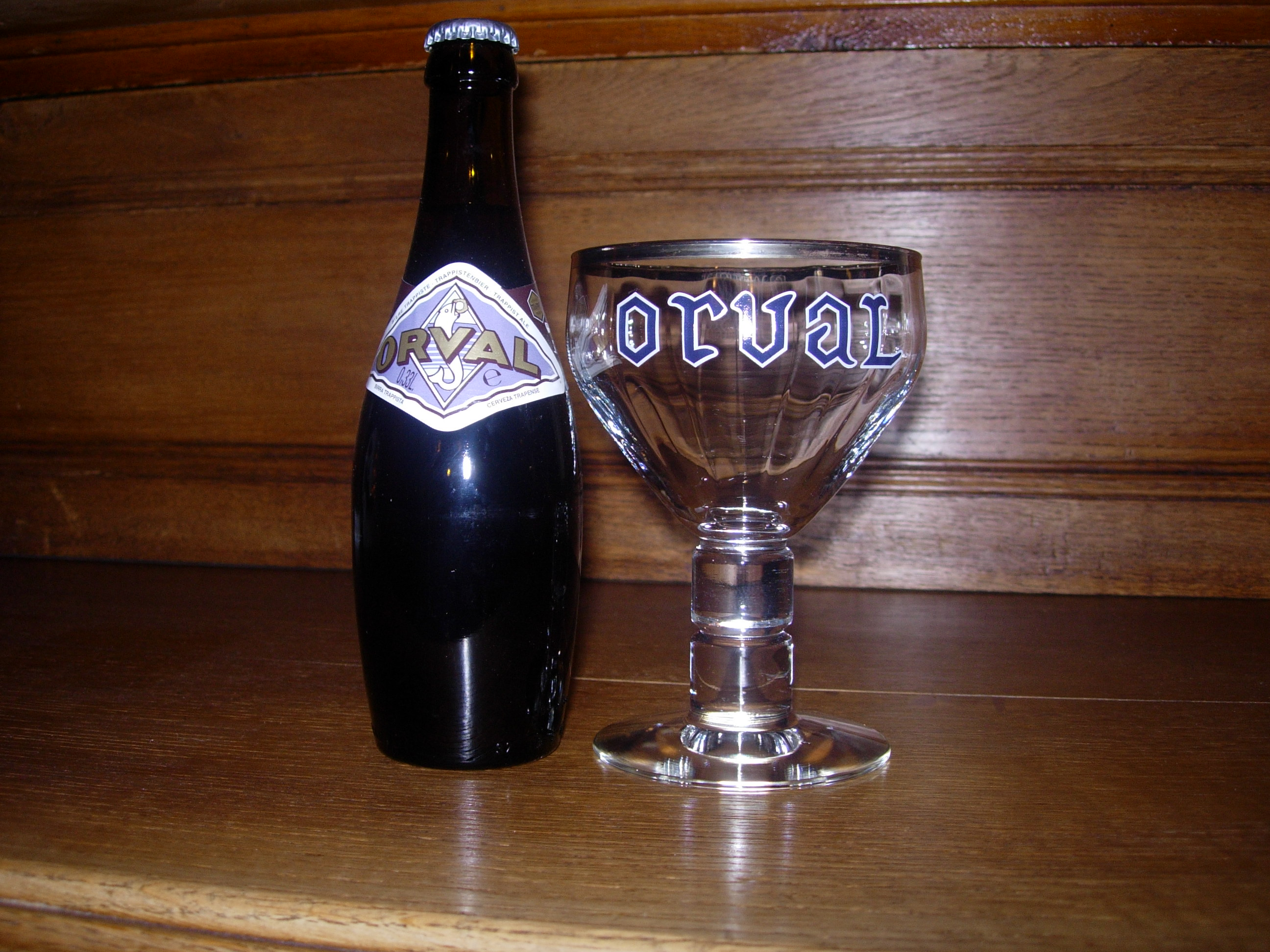
Orval的修道院啤酒

歐佛(Orval)為歐佛聖母修道院(Abbaye Notre-Dame d'Orval)所生產的啤酒品牌名，該修道院坐落於比利時盧森堡省Villers-devant-Orval。
歐佛建立於1132年，原為熙篤會的小教會，曾於1793年法國大革命期間被摧毀。直到1926年，de Harenne家族捐贈了Orval的遺址和附近土地給了熙篤會，修道院才開始重建。特拉普修道院的僧侶Dom Marie-Albert van der Cruyssen主導了重建工作，後來成為該院院長。直到1948，修道院才算重建完畢。
Orval的小傳說：
Orval有個建立和得名的小傳說。有個寡婦馬緹德，在造訪此地時，她的婚戒不小心掉進了池子。於是她向上帝禱告，希望戒指回來，然後一隻鱒魚浮出水面，嘴裡啣著她的戒指。馬緹德驚呼：Truly this place is a Val d'Or!(這地方真是個金谷！)。出於感恩，她於是在此地蓋了座僧院。
- Orval — 酒精濃度：6.2% vol 。
- Petit Orval — 酒精濃度：4.5% vol 。只能於修道院旁的咖啡店購得[36]

### Stift Engelszell

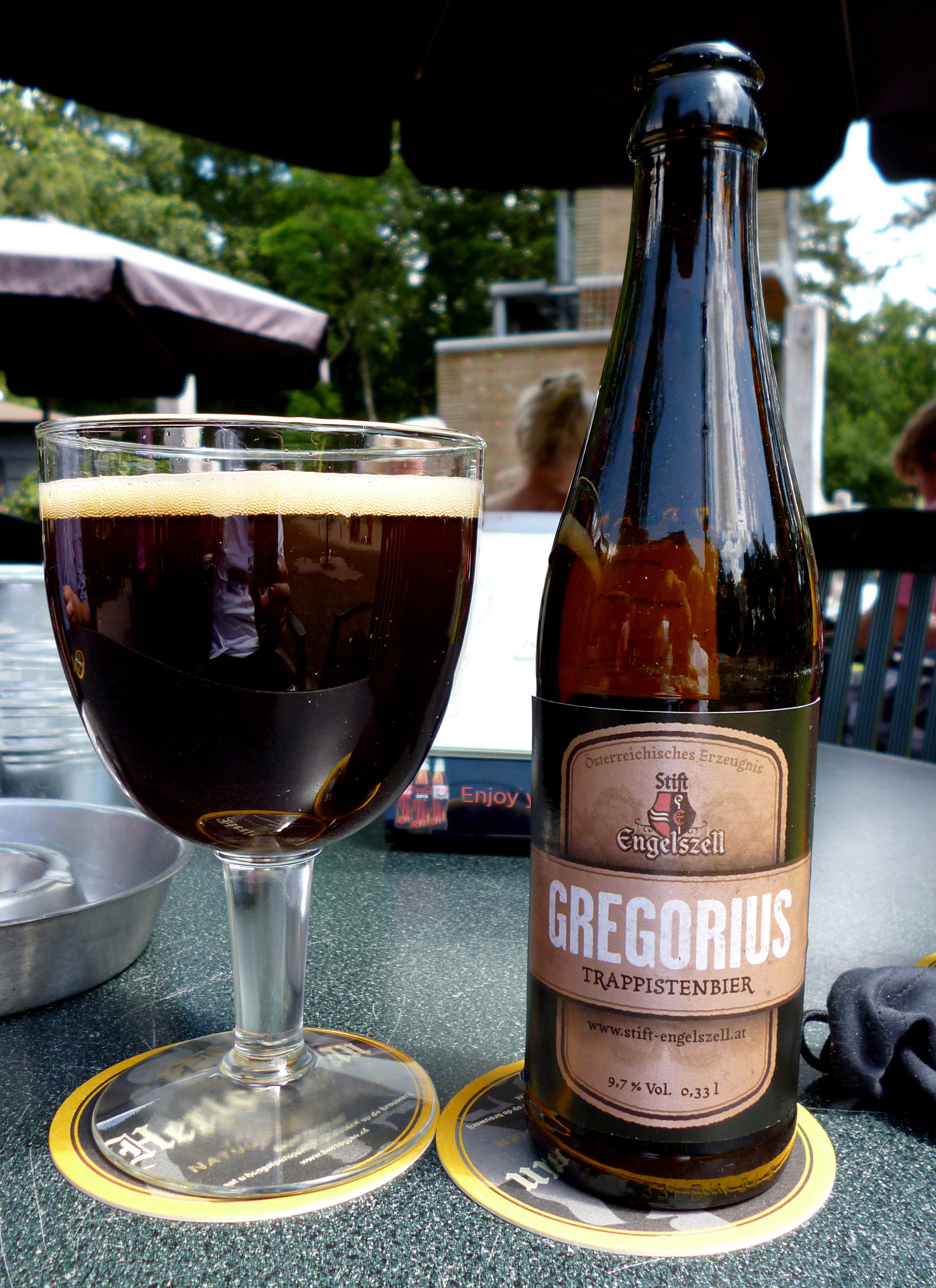
Stift Engelszell的修道院啤酒

安格斯翟爾(Stift Engelszell)修道院坐落於奧地利的多瑙河畔恩格爾哈茨采爾，是第八間加入的修道院。
安格斯翟爾修道院最早由Bernhard of Prambach主教早建立於1293年，當時是個僧院。1786年，約瑟夫二世解散修道院，變成工廠或宅邸。
一戰後，1925年，一群從法國峨稜本格聖母修道院(Oelenberg Abbey)被驅逐的德籍僧侶來到，才變成嚴規熙篤會的修道院。
1939年12月2日，修道院被蓋世太保強行徵收，許多僧侶被關進集中营或是其他地方、或是被強行徵召，最後只有約1/3的人員回來。 
- Engelszell Gregorius Trappistenbier — 酒精濃度：9.7% vol。
- Engelszell Benno Trappistenbier — 酒精濃度：6.9% vol。
- Engelszell Nivard Jubiläumsbier — 酒精濃度：5.5% vol。

### Spencer
Spencer為聖約翰修道院(Saint Joseph's Abbey)所生產的啤酒名稱，該修道院坐落於美國麻薩諸塞州史賓賽鎮。
1949年，羅德島州普羅維登斯的聖女谷修道院，在史賓賽鎮買了一大塊農地。隔年，修道院大火，迫使修道院直接遷到史賓賽鎮，並發展為聖約翰修道院。
聖西思篤修道院曾派遣大量僧侶加入並協助建立聖女谷修道院的前身——小克萊沃(Petit Clairvaux)修道院。目前，聖約翰修道院在奇美修道院的幫助下發展釀酒事業。
- Spencer Trappist Ale — 酒精濃度：6.5% vol。
- Spencer Trappist Holiday Ale — 酒精濃度：9% vol。
- Spencer Trappist Imperial Stout — 酒精濃度：8.7% vol。
- Spencer Trappist India Pale Ale — 酒精濃度：7.2% vol。
- Spencer Trappist Feierabendbier — 酒精濃度：4.7% vol。

### Zundert
聖德(Zundert)為聖母庇護修道院(Abdij Maria Toevlucht)所生產的啤酒品牌名，該修道院坐落於荷蘭北布拉班特省津德爾特，津德爾特也是梵谷的故鄉。
1897，柯尼修分聖女修道院(La Trappe生產者)為了避免1904年在法國的世俗化運動對修道院造成的衝擊而挑選津德爾特作為避難退路，並於此成立聖母庇護修道院。雖然最終柯尼修分聖女修道院並未面臨過不得不遷院的壓力，但其母堂蒙迪凱修道院(Mont des Cats abbey)則曾因此遷院過。這也是為什麼該院名稱有個Toevlucht─亦即庇護所一字的原因。
1909年，由於母院經濟困難而打算賣掉聖母庇護修道院，僧侶們只好離開，並前往維思馬力修道院。然而，由於有位名為Mary Ullens de Schooten 的人表示願意捐獻大筆資金為聖母庇護修道院建立教堂，但若此院依然要被賣掉，這筆善款自然會被取消。在母院高層找到解決方案後，僧侶們終於回到了聖母庇護所。很快的教堂在僧侶們回來後即開始興建，但當時為了省下經費來另建一些工作坊如麵包坊、洗衣廠以及鐵工廠等等，只蓋了重要的中殿本體，故教堂整體建築於之後才補建完成。
2009年，在結束了約十二年的畜牧事業後，聖母庇護修道院於2012年10月開始興建酒廠，於2013年6月完工。在2013年12月，Zundert成為荷蘭二家獲得ATP認證的酒廠。
- Zundert Trappist — 酒精濃度：8% vol。

### Tre Fontane
三聖泉(Tre Fontane)為三泉修道院(Abbazia delle Tre Fontane)所生產之啤酒品牌名，該修道院位於義大利羅馬的埃圭賽維街(Via Acque Salvie)。三泉修道院內共有三個教堂，分別為三泉聖保祿堂(Chiesa di San Paolo alle Tre Fontane)、天階聖母堂(Chiesa di Santa Maria Scala Coeli)以及同時作為教會及修道院的聖味增爵聖亞納大削修道院(Chiesa abbaziale dei Santi Anastasio e Vincenzo)，其中三泉聖保祿堂為使徒保罗被斬首殉道的地點。傳說中，保羅的頭顱落地後在地上彈起的三個位置皆湧出水來，而這個傳說也成為三泉修道院的名稱來源

。
三泉修道院的歷史相當悠久。早在6世紀時，這裡已有紀念保羅的教堂。7世紀時，由於阿拉伯－拜占庭戰爭(另一說為由於基督一志論者的迫害)，一群來自小亞細亞的希臘僧侶帶著聖亞納大削的頭顱逃難至此，並建立起修道院。該院於13世紀在教宗洪諾留三世的指示下重建，並遷入聖味增爵的遺體，改名為今稱─聖味增爵聖亞納大削修道院。而天階聖母堂與三泉聖保祿堂則在16世紀經名建築師Giacomo della Porta重建
。
西元1808，拿破崙軍隊入侵羅馬，僧侶逃離修道院，而修道院遭拿破崙軍隊洗劫。此後修道院一直處於荒廢狀態，並有嚴重的瘧疾問題，直到1867年在新任院長Milesi-Ferretti的積極修復，以及次年大特拉普聖母修道院派團前往，修道院才重新運作。但很快的在1870年，三泉修道院遭義大利政府強行充公，但院方堅守修道院，終於在1886年將修道院從政府買回。做為購買契約的一部份，修道院種植了大量的尤佳利葉做為對抗瘧疾的實驗，並取得一定的成功，而院方也利用了尤佳利葉做為其所生產的利口酒的特別成分 。2014年，三泉修道院開始生產啤酒，並於2015年取得ATP認證，成為第11家擁有此認證的修道院啤酒廠。
- Abbazia Tre Fontane Tripel Birra Trappista Italiana — 酒精濃度：8.5% vol。

## 其他
比利時用以尋找系外行星及觀測彗星的凌星行星及原行星小望遠鏡的英文名縮寫，是對比利時修道院啤酒的致敬。

## 外部連結
- Order of Cistercians of the Strict Observance（页面存档备份，存于）
- 國際特拉皮斯特聯盟(ITA)（页面存档备份，存于）
- Achel 修道院（页面存档备份，存于）
- Orval 修道院（页面存档备份，存于）
- Scourmont-Lez-Chimay 修道院 （页面存档备份，存于）
- Rochefort 修道院（页面存档备份，存于）
- Westmalle 修道院（页面存档备份，存于）
- Westvleteren 修道院（页面存档备份，存于）
- Koningshoeven 修道院 （页面存档备份，存于）